# Bovicornia
Genre
Bovicornia est un genre de collemboles de la famille des Bourletiellidae.

## Liste des espèces
Selon Checklist of the Collembola of the World (version du 12 août 2019) :
- Bovicornia bidoma Mari Mutt, 1978
- Bovicornia coronata Delamare Deboutteville, 1947
- Bovicornia greensladei Massoud & Delamare Deboutteville, 1967
- Bovicornia paulani Massoud & Delamare Deboutteville, 1964
- Bovicornia rhinoceros Massoud & Delamare Deboutteville, 1964
- Bovicornia somala Dallai, 1981
- Bovicornia uniformis Murphy, 1960

## Publication originale
- Delamare Deboutteville, 1947 : Collemboles nouveaux du Sénégal. Contribution à la connaissance des Bourletiellini. Bulletin de la Société entomologique de France, vol. 52, p. 103-107.